# Ribérac
Ribérac – miejscowość i gmina we Francji, w regionie Nowa Akwitania, w departamencie Dordogne.
Według danych na rok 1990 gminę zamieszkiwało 4118 osób, a gęstość zaludnienia wynosiła 181 osób/km² (wśród 2290 gmin Akwitanii Ribérac plasuje się na 102. miejscu pod względem liczby ludności, natomiast pod względem powierzchni na miejscu 440.).

## Współpraca
- Rietberg, Niemcy